# Panská zahrada (Dubeč)
Panská zahrada v Dubči je park v Praze v městské části Dubeč, vybudovaný v letech 2009 až 2011 na místě černé skládky v okolí Říčanského potoka. Je součástí přírodního parku Říčanka, na jeho východní straně na něj navazuje přírodní památka Lítožnice a v roce 2016 nově založený les Robotka.

## Historie a popis
Park vznikl v lokalitě východně od zbytků někdejší dubečské tvrze a od zaniklého hospodářského dvora v Dubči, který patřil k uhříněveskému panství Lichtenštejnů a jehož posledním pozůstatkem je památkově chráněná sýpka. Bývala tu zahrada správce dvora, které se říkalo panská zahrada. V průběhu 20. století místo zpustlo, zarostlo ruderální vegetací a byla tu černá skládka. 
V květnu 2009 byla zahájena revitalizace, označovaná jako projekt "Přírodní park Dubeč". Celý pozemek byl vyčištěn, byl upraven terén i koryto Říčanského potoka. Park byl otevřen v roce 2010. Druhá etapa projektu skončila na jaře 2011.
Zvlněným prostorem parku protéká Říčanský potok. Dřeviny v parku jsou především obvyklé domácí druhy: lípy, platany a javory. Kombinací přírodních a architektonických prvků byla vytvořena zajímavá místa a zákoutí: meditační loučka s kameny a vodotečí, bludiště z habrů s vyhlídkovou plošinou, dětské hřiště, bosá stezka, přírodní amfiteátr, okrasné jezírko s mokřadem, brod přes potok nebo vyhlídka nad vinicí.

## Zajímavosti
Název místa Panská zahrada je poměrně častý. V Česku pro ulice (Praha-Koloděje, Říčany, Vlachovo Březí, Všenory) nebo parky (kromě Dubče i Praha-Stodůlky, Hořovice, Kunštát, Rožďalovice, Strakonice, Vsetín, Železný Brod). Na Slovensku je Panská záhrada např. v obcích Dolní Krupá, Peklina (u Žiliny), Lazisko nebo Kurima.
Na svahu jihozápadně od vyhlídky byly založena vinice (770 m2) s odrůdami Marlen (červená) a Madlen (bílá).